# Mingan (stadsdel)
Mingan är en stadsdel i Baie-Comeau i den kanadensiska provinsen Québec, som till 1982 utgjorde den separata staden Hauterive. Statistique Canada avgränsar en tätort (centre de population) i stadsdelen under namnet Hauterive.
Drivande vid stadens tillkomst var den lokale katolske biskopen Napoléon-Alexandre Labrie. Han fällde det första trädet där staden skulle byggas 1948, och 1950 blev Hauterive en egen kommun. Det blev ett centrum för utbildning, kultur och sjukvård (som huvudsakligen sköttes av kyrkan i Québec till tysta revolutionen under 1960-talet), i kontrast till det industriella Baie-Comeau. Det blev också en bostadsort för vattenkraftarbetare under utbyggnaden av de närliggande floderna Rivière Manicouagan och Rivière aux Outardes.